# Кошут, Ференц
Фе́ренц Ла́йош А́кош Ко́шут (венг. Kossuth Ferenc Lajos Ákos; 1841—1914) — венгерский политический деятель.

## Биография
Сын ключевого деятеля революции 1848—1849 годов Лайоша Кошута, осенью 1894 года приехал в Венгрию и совершил по ней поездку. Везде он был встречен с большими почестями, всюду на банкетах и на митингах произносил речи, развивая в них идеи отца, то есть независимость Венгрии. На банкете в Дебрецене, после речи Кошута, толпа пропела оскорбительную для императора песнь. Либеральное министерство Векерле, хотя и заявляло, что оно заставит уважать законы всякого, какое бы ни носил он имя, но ничего не сделало для противодействия. Это было одной из главных причин отставки министерства, данной ему вопреки ясно выраженной воле палаты депутатов. Несмотря на отрицательное отношение к Австрийской империи, Кошут, во время своей поездки, принял венгерское подданство и принес присягу на верность императору.

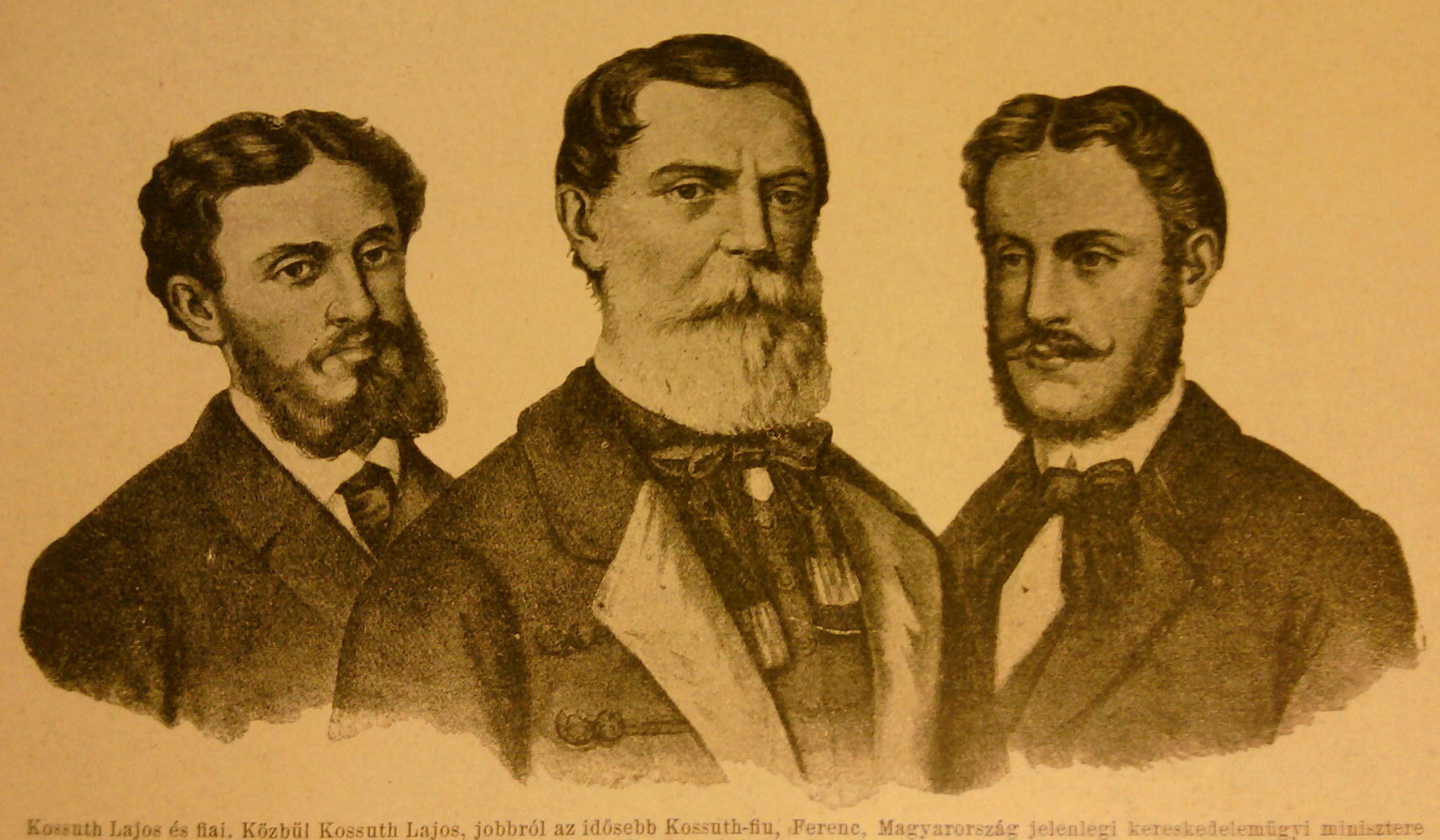
Лайош Кошут с сыновьями. Ференц справа.

Был выбран в рейхстаг. С 1895 года был лидером «Партии независимости и 48-го года», отстаивающей старую программу Лайоша Кошута, то есть образование из Венгрии особого государства, связанного с Австрией лишь узами личной унии. В конце 1904 года был избран председателем комитета объединенной оппозиции. Выборы в рейхстаг в январе 1905 года дали оппозиции большинство и принудили правительство Тисы к отставке, запустив венгерский кризис 1905—1906 годов.
Король Франц-Иосиф I в числе прочих политических деятелей приглашал к себе и Кошута, но соглашения не состоялось, и Кошут не получил предложения составить кабинет. В правительстве Шандора Векерле занимал пост министра торговли с 8 апреля 1906 по 17 января 1910 года.
Рост социал-демократической партии создал оппозицию, стоящую влево от Кошута, и отношения с ней у него вскоре обострились. Кошут высказался не только против социализма, но и против немедленного введения всеобщего избирательного права. В 1909 году его Партия независимости раскололась на крылья под началом Кошута и Дьюлы Юста. В 1913 году, когда их воссоединил Михай Каройи, Кошут уже практически не оказывал существенного влияния на политику.